# 特洛伊鎮區 (明尼蘇達州倫維爾縣)
特洛伊鎮區（英語：Troy Township）是位於美國明尼蘇達州倫維爾縣的一個行政鎮區，於1876年設立。

## 地方資料
特洛伊鎮區的面積為90.37平方千米，當中陸地面積為90.29平方千米，而水域面積為0.08平方千米。根據2020年美國人口普查的數據，當地共有人口256人，而人口密度為每平方千米2.83人。